# Tallbergstjärnen (Arvidsjaurs socken, Lappland)
Tallbergstjärnen är en sjö i Arvidsjaurs kommun i Lappland och ingår i Byskeälvens huvudavrinningsområde.